# Правда факту, правда почуття
«Правда факту, правда почуття» (англ. «The Truth of Fact, the Truth of Feeling») — науково-фантастична повість американського письменника Теда Чана. Вперше він був опублікований у 2013 році у виданні Subterranean Press.
Твір було перекладено багатьма мовами: іспанською («La verdad de los hechos, la verdad del corazón», 2015), данською («De waarheid van feiten, de waarheid van gevoelens», 2019), російською («Истина факта, истина чувства», 2019), японською («偽りのない事実、偽りのない気持ち», 2019), румунською («Adevărul faptelor, adevărul sentimentelor», 2020), німецькою («Die Wahrheit der Fakten, die Wahrheit des Empfindens», 2020), португальською («A verdade dos fatos, a verdade dos sentimentos», 2021).

## Реакція
Оповідання «Правда факту, правда почуття» стало фіналістом премії Г'юґо 2014 року в номінації «За найкращу коротку повість». Чарлі Джейн Андерс порівнювала її з телесеріалом «Чорне дзеркало», а Гері К. Вульф сказав, що ця повість є «глибокодумною медитацією». Strange Horizons назвали тон оповідача «недосконалим». Сайт Tor.com назвав оповідання «пильним та елегантним твором», але зазначив, що тон твору «занадто повільний».

### Нагороди
- Премія «Г'юґо» за найкращу коротку повість (2014) — друге місце
- Премія «Локус» за найкращу повість[en] (2014) — друге місце
- Премія «Premio Ignotus» за найкраще іноземне оповідання (2016) — друге місце (як «La verdad de los hechos, la verdad del corazón»)